# Косијерско Село
Косијерско Село је насељено мјесто у општини Бариловић, на Кордуну, у Карловачкој жупанији, Република Хрватска.

## Историја
Косијерско Село се од распада Југославије до августа 1995. године налазило у Републици Српској Крајини. До територијалне реорганизације у Хрватској насеље се налазило у саставу бивше општине Дуга Реса.

## Становништво
Према попису становништва из 2011. године, насеље Косијерско Село је имало 39 становника.
| Националност       | 1991. | 1981. | 1971. | 1961. |
| Срби               | 116   | 153   | 168   | 184   |
| Хрвати             | 4     | 8     | 5     | 5     |
| Југословени        |       | 7     |       |       |
| остали и непознато | 8     | 1     |       |       |
| Укупно             | 128   | 169   | 173   | 189   |

| Демографија | Демографија | Демографија |
| Година      | Становника  | Становника  |
| ----------- | ----------- | ----------- |
| 1961.       | 189         |             |
| 1971.       | 173         |             |
| 1981.       | 169         |             |
| 1991.       | 128         |             |
| 2001.       | 33          |             |
| 2011.       |             | 39          |